# بل (کوه)
کوه بُل  با ارتفاع ۴۰۵۰ متر از سطح دریا بلندترین قلهٔ کوهستان سفید از منطقهٔ زاگرس جنوبی و بلندترین قله استان فارس و نودویکمین قله مرتفع کشور است که واقع در جنوب شهرستان اقلید می باشد.
این راه دسترسی به این قله از سمت جنوب شهر اقلید است.
بل سرچشمه تعداد زیادی چشمه سار و رودخانه کوچک بوده،از جمله سردآب،بیدسبحان،چشمه پهن، مهری بسته،زانوگاه،بدورنا... که پس از بهم پیوستن رودخانه حرا را شکل میدهند که پس از پیوستن به رودخانه مرکزی شهراقلید در محل دشت طغر بسمت استان یزد و شهرابرکوه سرازیرمیشود.این رودخانه در زمان طغیان و پرآبی پس از سرریز کردن 3سد روستای فراغه ابرکوه به کویر یزد میریزد.

## جان‌پناه
در جبههٔ غربی قله بُل و در ارتفاع حدود ۳٬۵۵۰ متری و بر سر گردنهٔ کوتاهی جان‌پناه بزرگی ساخته شده‌است. در کنار این جانپناه چشمهٔ بسیار زیبا با آب خنکی که از دل کوهستان بیرون میآید جاری‌ست. دره‌ای که کنار این جان‌پناه واقع شده به نام درهٔ زمستانی معروف است که می‌گویند در گذشته یخچال این کوهستان بوده‌است. این جان‌پناه در مسیر صعود از جبههٔ غربی (اقلید) می‌باشد و از جان‌پناه تا قله حدود ۱٫۵ کیلومتر راه می‌باشد.

## مسیرهای صعود

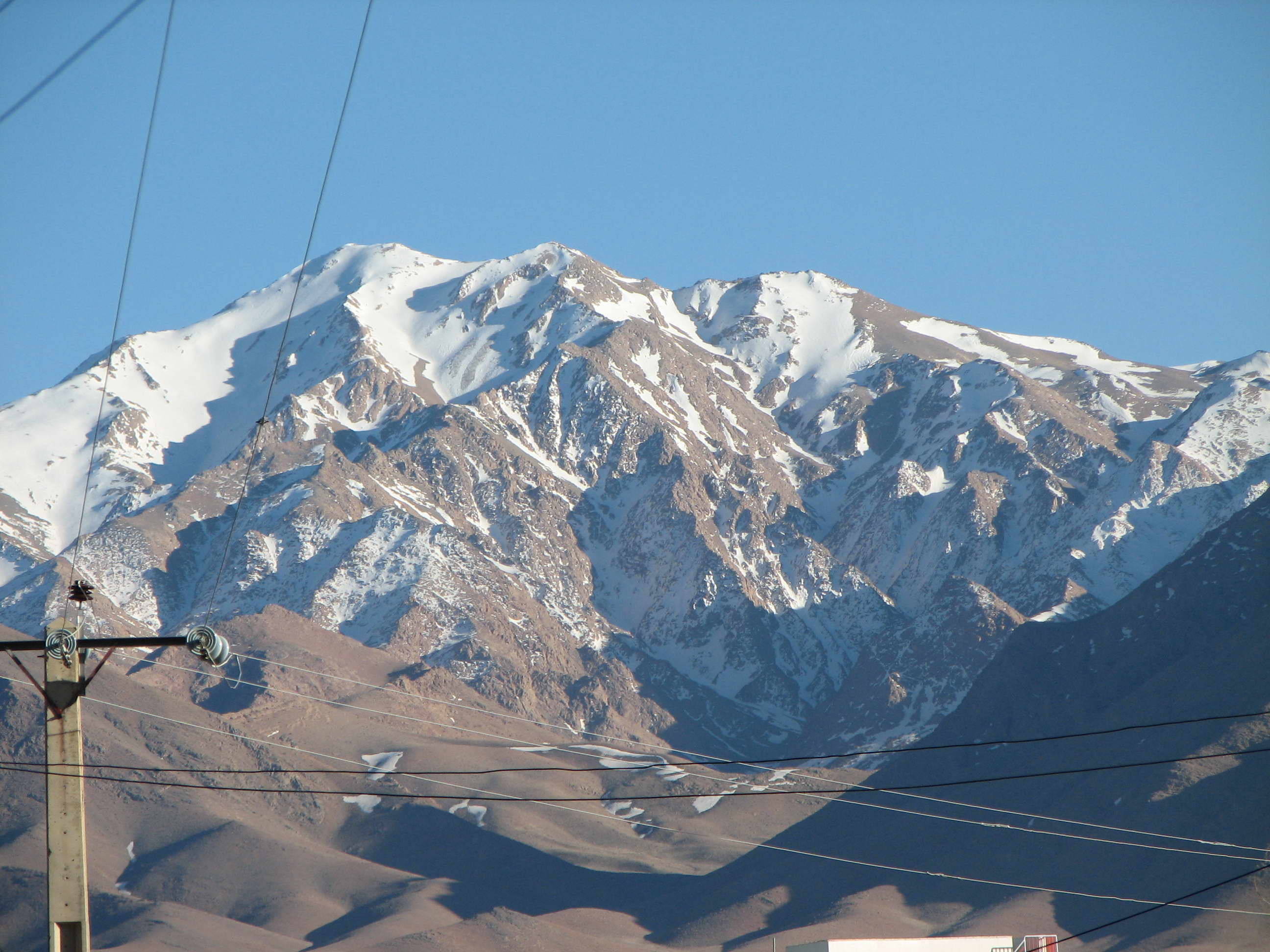
نمای برفی کوه

این کوه را می‌توان از دو جبههٔ غربی و شرقی صعود کرد.
جبههٔ غربی صعود به قلهٔ بُل، از منطقه‌ای به نام لایشکفت آغاز می‌شود که برای رسیدن به آن می‌بایست از اقلید حدود ۸ کیلومتر به سمت جنوب رفت. این منطقه یک آبگیر کوچک هم دارد. از لایشکفت تا جان‌پناه بل حدود دو ساعت مسیر است که از طریق درهٔ لایشکفت و در جهت کلی جنوب شرقی می‌باشد و با میله و سنگچین مشخص است. از جان‌پناه تا قله هم مسیر به جهت شرق است.
جبههٔ شرقی صعود به قلهٔ بُل از منطقهٔ باغ ضرغامی در ظرق قله آغاز می‌شود که برای رسیدن به آن می‌توان از اقلید به سمت جنوب‌شرق رفت. مسیر از باغ ضرغامی تا قله به صورت یال کشیده‌ای می‌باشد که در ارتفاع حدود ۳٬۵۰۰ متری به یک قلهٔ فرعی می‌رسد و پس از آن با ادامهٔ حرکت به سمت غرب می‌توان به قله رسید.